# Heckenmünster
Heckenmünster es un municipio situado en el distrito de Bernkastel-Wittlich, en el estado federado de Renania-Palatinado (Alemania). Tiene una población estimada, a mediados de 2023, de 139 habitantes.
Está integrado en la mancomunidad de municipios (verbandsgemeinde) de Wittlich-Land.